# Kreuzspitze (Alpy Ötztalskie)
Kreuzspitze – szczyt w Alpach Ötztalskich, stanowiących fragment Centralnych Alp Wschodnich. Leży w Austrii w kraju związkowym Tyrol. Szczyt jest dobrym punktem widokowym; z jego wierzchołka widać między innymi: Wildspitze, Weißkugel, Hintere Schwärze, Similaun, Ramolkogel i lodowce między nimi.
Kreuzspitze stanowi jeden z najłatwiej dostępnych spośród wysokich szczytów Alp Ötztalskich. Na jego wierzchołek można wejść znakowaną drogą turystyczną prowadzącą ze schroniska Martin-Busch-Hütte (2501 m). Najdogodniejszymi porami do wchodzenia są sierpień i pierwsza połowa września, gdy ilość śniegu na trasie jest minimalna, lub nawet nie ma go wcale. Wejście trwa trzy godziny, a zejście około dwóch godzin. Na wierzchołku umieszczony jest krzyż. Pierwszego wejścia dokonali Franz Senn i Cyprian Granbichler w 1865 r.